# Tephritis majuscula
Tephritis majuscula är en tvåvingeart som beskrevs av Erich Martin Hering och Ito 1953. Tephritis majuscula ingår i släktet Tephritis och familjen borrflugor. Inga underarter finns listade i Catalogue of Life.